# Carey Wilber
Carey Wilber, né le 26 juin 1916 et mort le 2 mai 1998 à Seattle dans l'État de Washington, est un scénariste américain.

## Filmographie
- 1967 : Tarzan and the Perils of Charity Jones
- 1968 : Tarzan and the Four O'Clock Army
- 1968 : Hawaï police d'État ("Hawaii Five-O") (série TV)
- 1971 : Cannon ("Cannon") (série TV)
- 1973 : Barnaby Jones (série TV)
- 1982 : Aliens from Another Planet (TV)